# Florence Griffith Joyner
Florence Griffith Joyner, ursprungligen Florence Delorez Griffith, även känd som Flo-Jo, född 21 december 1959 i Los Angeles, Kalifornien, död 21 september 1998 i Mission Viejo, Orange County, Kalifornien, var en amerikansk friidrottare som sedan 1988 alltjämt (2024) innehar världsrekordet på både 100 meter och 200 meter löpning.
Alltsedan Griffith Joyners framgångsrika år 1988 med två världsrekord och två överlägset vunna OS-guld, följt av ett plötsligt avsked från sporten året därpå, hade dopningsrykten omgärdat henne. Hennes lika plötsliga död 1998, orsakad av epilepsirelaterad kvävning vid 38 års ålder, satte åter fart på diskussionen huruvida hon under sin karriär använt otillåtna substanser eller inte. Griffith Joyner själv och hennes make, tillika tränare Al Joyner har alltid förnekat sanningshalten i dessa rykten.

## Biografi
Griffith föddes i Los Angeles och växte upp i Jordan Downs offentliga byggnadskomplex. I slutet av 1980-talet blev hon en populär figur i internationell friidrott på grund av sina häpnadsväckande prestationer och flashiga personliga stil. Hon gifte sig 1987 med Al Joyner, olympisk mästare i tresteg i OS 1984 i Los Angeles och bror till mångkamperskan och längdhopparen Jackie Joyner-Kersee.
Under sitt liv som friidrottare uppnådde Griffith-Joyner hittills oöverträffade resultat inom damernas kortdistanslöpning. År 1988 noterade hon tiderna 10,49 sekunder på 100 meter i amerikanska OS-uttagningarna i Indianapolis och 21,34 sekunder på 200 meter under OS i Seoul. Hennes resultat var stora sänkningar av de tidigare gällande rekorden, med 27 respektive 37 hundradelar, och friidrottsvärlden häpnade över hur fort hon verkligen sprang. Under de följande tre decennierna har ingen kvinna varit i närheten av tiderna, som fortfarande (år 2022) är gällande världsrekord. Dock har man efter 2020 närmat sig rekorden väsentligt. Elaine Thompson-Herah var bara 5 hundradelar från tiden på 100 meter den 21 augusti 2021, och Shericka Jackson var 11 hundradelar från tiden på 200 meter den 21 juli 2022.
"Flo-Jo" drog sig tillbaka från rampljuset året därpå och började bland annat som kläddesigner. Det föreföll kanske särskilt logiskt då hon på löparbanan ofta enkelt kunde identifieras genom sina spektakulära tävlingsdräkter. Hon blev invald i U.S. Track and Field Hall of Fame år 1995.

### Ifrågasatta resultat
Griffith-Joyners plötsligen synnerligen överlägsna resultat vid  28 års ålder, hennes lika plötsliga avsked från sporten samma år som slumpmässiga dopningstest även utanför tävling annonserades i USA i kombination med hennes hjärtproblem och tidiga död har gjort henne kontroversiell och ifrågasatt. Förutom ryktena har åtminstone två friidrottare trätt fram och pekat ut "Flo-Jo" som dopad kring tiden för världsrekorden och OS-gulden. En dåvarande träningskamrat har menat att hon, liksom många andra, häpnade över Griffith-Joyners snabba fysiska utveckling inom ett års tid och hävdade att hon hade information att amerikanskan då använde sig av dopningklassade preparat, såsom anabola steroider, regelbundet injicerade på ett sjukhus. Darrell Robinson, amerikansk mästare på 400 m år 1986, hävdade år 1989 att han sålt tillväxthormon till Griffith-Joyner cirka sex månader innan hon vann tre guld vid OS föregående år.
Griffith-Joyner själv och hennes make Al Joyner, som också var hennes tränare, har genom alla år nekat till dopningsanklagelserna. Maken menade i en intervju med CNN nära 25 år efter rekorden och OS-gulden att tvivlen kring hans fru och ifrågasättandet av hennes resultat, som än idag är ohotade, bara handlar om avundsjuka. Enligt CNN dopingtestades Grifftih-Joyner elva gånger enbart under 1988 med endast negativa resultat. Detta kan å andra sidan inte heller ses som bevis för att hon verkligen var ren. Till exempel Ben Johnson, som verkligen testade positivt vid OS 1988, erkände senare att han använt steroider "i åratal". Trots detta hade han aldrig tidigare fastnat i en dopningskontroll.